# 查特豪斯公學
查特豪斯公學（英語：Charterhouse School），原名為查特豪斯的詹姆士王和湯瑪斯·蘇頓醫院（英語：The Hospital of King James and Thomas Sutton in Charterhouse），經常簡稱為查特豪斯（英語：Charterhouse），為一間英格蘭學院制的獨立寄宿學校，屬於英國傳統公學，坐落於薩里郡的戈達爾明。
本公學於1611年由湯瑪斯·蘇頓於倫敦創立，原來坐落於史密斯菲爾德卡爾特豪斯廣場中古老的加爾都西會修道院，它是9所在1868年公學法案中定義的英格蘭公學之一。今日學生仍然被稱為加爾都西會修士，而已經畢業的學生則被稱為老加爾都西會修士（OCs）。

## 註解
1. ↑  .   [2010-06-20]. （原始内容存档于2021-03-09）.
2. ↑  Roll of the Royal College of Physicians of London, 1878